# Dom Papieski
Dom Papieski (łac. Domus Pontificalis, wł. Corte pontificia) – odpowiednik dworu monarszego, ciało składające się z zarówno osób duchownych, jak i świeckich, wspierających Ojca Świętego w sprawach ceremonialnych jak i administracyjnych Kościoła rzymskokatolickiego i Państwa Watykańskiego. Do 1968 r. nazywany był Papieskim Trybunałem (łac. Pontificalis Aula).
Wolą papieża Pawła VI, Dom Papieski dzieli się na dwa organy: Domowników Papieża (łac. Familia Pontificia) i Asystę (łac. Cappella Pontificia).
Domowników Papieża, stanowią osoby wybrane czy to spośród duchownych czy też świeckich. Do duchownych Domowników Papieskich zalicza się:
- Substytuta Sekretariatu Stanu i Sekretarza tajnej korespondencji papieskiej
- Sekretarza Urzędu dla Międzynarodowych Spraw Kościelnych - Jałmużnika Jego Świątobliwości
- Wikariusza Generalnego Papieża na Państwo Watykańskie
- Prezesa Papieskiej Akademii Kościelnej
- Doktora Teologa Papieskiego Domu
- Sekretarza pism papieskich do panujących
- Sekretarza Papieża do pism łacińskich
- Protonotariuszów Apostolskich
- Prałatów przydzielonych do Pałacu Apostolskiego
- Ceremoniarzy papieskich
- Prałatów honorowych Jego Świętobliwości
- Kaznodzieję Apostolskiego

Do grona świeckich Domowników Papieża zalicza się:
- Asystentów tronu
- Delegata specjalnego Papieskiej Komisji dla Państwa Watykańskiego
- Generalnego Radcę Państwa Watykańskiego
- Prefekta Papieskiej Gwardii Honorowej
- Prefekta Papieskiej Gwardii Szwajcarskiej
- Prefekta Papieskiej Gwardii pałacowej
- Prefekta Papieskiej żandarmerii
- Konsultorów Państwa Watykańskiego
- Prezesa Papieskiej Akademii Nauk
- Książąt asystujących Papieżowi
- Sprawujących pieczę nad Pałacem Papieskim - Lokajów pałacowych
- Domowników Papieża

Asysta Papieska, oprócz niektórych osób duchownych stanowiących Domowników Papieża, obejmuje także następujące osoby:
- Członków z różnych stopni Kolegium Kardynalskiego.
- Patriarchów, Arcybiskupów i Biskupów lub Eparchów obrządku zarówno łacińskiego jak i obrządków wschodnich, asystujących przy tronie papieskim.
- Wicekamerlinga
- Prałatów Przewodniczących poszczególnych Kongregacji, Sekretarza Sygnatury Apostolskiej i Dziekana Rzymskiej Roty.
- Kierownika Penitencjarii Apostolskiej.
- Kierownika Kancelarii Apostolskiej.
- Prałatów Przewodniczących trzech Sekretariatów.
- Prałata Przewodniczącego Papieskiej Rady Społecznych Środków przekazywania myśli ludzkiej.
- Opata Klasztoru Monte Cassino, jak również Opatów Generalnych Kanoników Regularnych i Zakonów Mniszych.
- Przełożonego Generalnego lub pod jego nieobecność Generalnego Prokuratora zakonów ścisłych żebrzących.
- Audytorów Roty Rzymskiej.
- Opiniodawców Sygnatury Apostolskiej.
- Członków Kapituły trzech Patriarchalnych Bazylik Rzymskich.
- Adwokatów Konsystorialnych.
- Proboszczów Rzymu.
- Duchownych usługujących Papieżowi przy odprawianiu Mszy św.
- Członków czy to Rady Świeckich czy Papieskiej Komisji "Iustitia et Pax".
- Domowników Papieża.

Wszystkich członków Papieskiego Domu czy to duchownych czy świeckich mianuje papież. Czas kadencji duchownych członków Asysty lub Domowników Papieża na ich stanowiskach określają zarówno przepisy Konstytucji Apostolskiej Regimini Ecclesiae Universae, jak i inne szczegółowe przepisy. Świeccy sprawują swój urząd przez pięć lat.

Duchowni obdarzeni powyższymi godnościami mają prawo do noszenia specjalnego stroju:
- fioletowej sutanny lub czarnej sutanny ze sznurkiem (lejcami) i innymi fioletowymi zdobieniami,
- mantoletu (płaszcz fioletowy)
- czerwonego pomponu na birecie[2].